# Morvant Caledonia United
Morvant Caledonia United, ehemals Caledonia AIA, ist ein Fußballverein aus Morvant in Trinidad und Tobago. Der Verein spielt in der höchsten Liga, der TT Pro League. Bekannt ist der Verein auch unter dem Namen The Stallions.

## Erfolge

### National
- Trinidad and Tobago FA Trophy

Sieger:  2008, 2011/12, 2012/13
Finalist: 2007
- Trinidad and Tobago League Cup

Sieger: 2011, 2012
Finalist: 2001, 2007
- Trinidad and Tobago Pro Bowl

Sieger: 2008
Finalist: 2009, 2012
- Trinidad and Tobago Goal Shield

Sieger: 2012

### International
- CFU Club Championship

Sieger: 2012
Finalist: 1998

## Stadion
Seine Heimspiele trägt der Verein im Larry Gomes Stadium in Arima aus. Das Stadion hat ein Fassungsvermögen von 10.000 Personen.
Koordinaten: 10° 37′ 2″ N, 61° 16′ 57″ W

## Trainerchronik
| Trainer        | Nation              | von                | bis           |
| -------------- | ------------------- | ------------------ | ------------- |
| Jamaal Shabazz | Trinidad und Tobago | 31. März 2002      | 30. Juni 2018 |
| Jerry Moe      | Trinidad und Tobago | 27. November 2012  | heute         |
| Rajesh Latchoo | Trinidad und Tobago | 14. September 2016 | 30. Juni 2017 |